# John Ashworth Barraclough
Sir John Ashworth Barraclough, britanski general, * 1894, † 1981.